# BFGoodrich

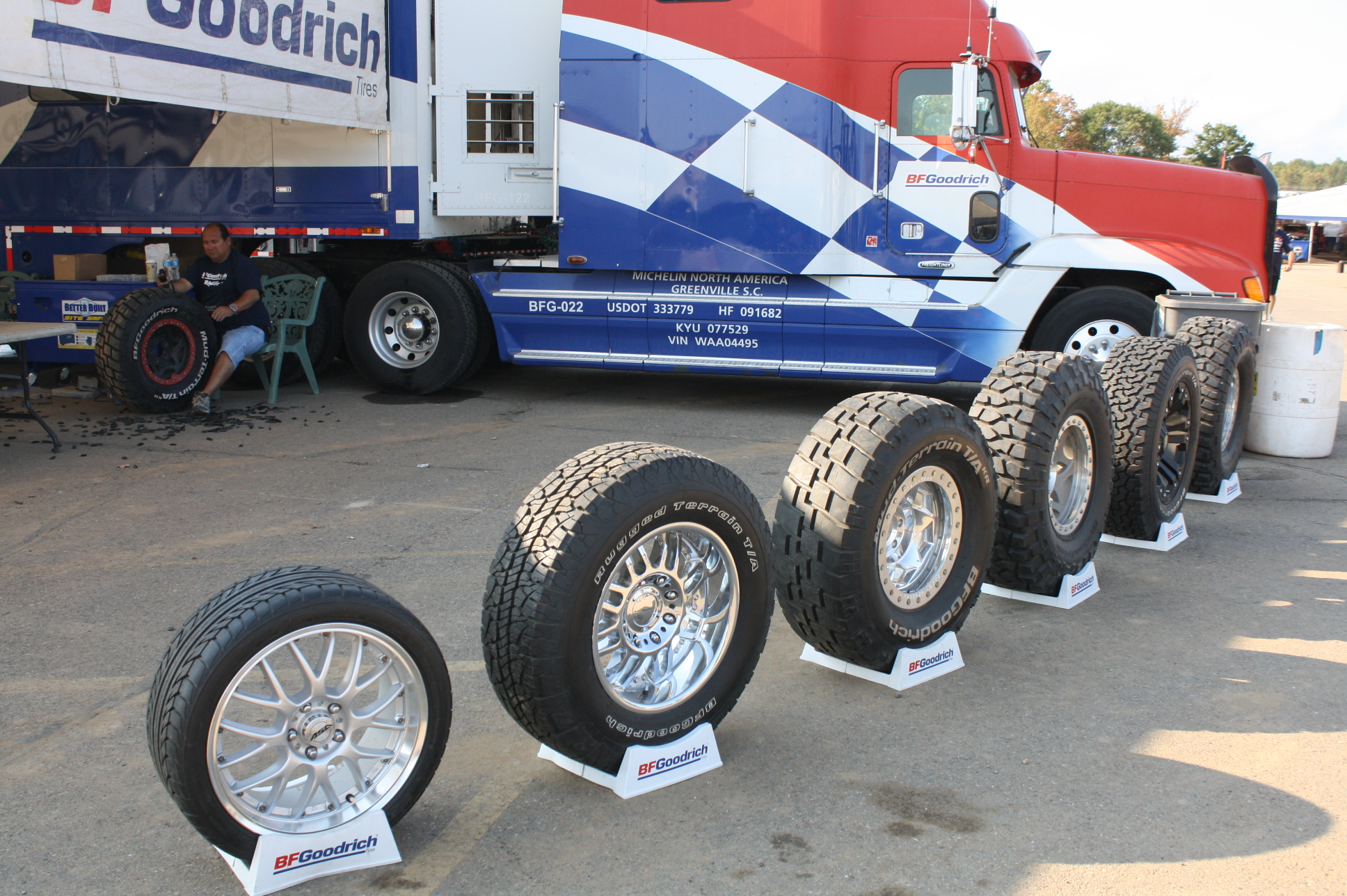
Serie de neumáticos todo terreno BFGoodrich

BFGoodrich es una empresa de neumáticos estadounidense. Originalmente parte del conglomerado industrial Goodrich Corporation, fue adquirida en 1990 (junto con Uniroyal, entonces The Uniroyal Goodrich Tire Company) por el fabricante de neumáticos francés Michelin. BFGoodrich fue el primer fabricante de neumáticos estadounidense en fabricar neumáticos radiales. Fabricó neumáticos para el entonces nuevo automóvil Winton de Winton Motor Carriage Company.
Los neumáticos BFGoodrich se han montado en varios vehículos históricos dignos de mención:
- En 1903, el primer coche que cruzó Estados Unidos estaba equipado con neumáticos BFGoodrich.
- En 1927, el avión de Charles Lindbergh, el "Spirit of St. Louis", que realizó con éxito el primer vuelo en solitario sin escalas a través del Atlántico, estaba equipado con neumáticos BFGoodrich.
- El tren de aterrizaje del transbordador espacial Columbia estaba equipado con neumáticos BFGoodrich.[1]

BFGoodrich ha participado en varias competiciones de Baja California y ha cosechado éxitos con 28 victorias absolutas en la Baja 1000 y 13 veces ganador del Rally París–Dakar.

## Historia
Fundada por el Dr. Benjamin Franklin Goodrich en 1870, la B.F. Goodrich Company, más tarde conocida como BFGoodrich, fue uno de los primeros fabricantes de neumáticos de caucho situados al oeste de la cordillera de los Apalaches. El año anterior, Goodrich había adquirido la Hudson River Rubber Company. Con sede en Akron, Ohio, la BFGoodrich Company comenzó como fabricante de mangueras de caucho, que se vendían sobre todo como mangueras contra incendios. La empresa también producía correas engomadas, similares a las utilizadas en los vehículos modernos como correas serpentinas (correa del ventilador). A medida que la empresa crecía, empezó a fabricar neumáticos para bicicletas, lo que condujo a la producción de neumáticos para automóviles en 1896, convirtiendo a BFGoodrich en la primera empresa de Estados Unidos en fabricar este tipo de neumáticos.
BFGoodrich no era el único fabricante de neumáticos en Estados Unidos a principios del siglo XX. Entre sus competidores se encontraban Goodyear, Firestone, General y Uniroyal. Gracias a una amplia investigación y a métodos científicos, como la evaluación del desgaste de los neumáticos y las pruebas de longevidad, BFGoodrich se situó a la vanguardia del sector. Ford Motor Company, entonces propiedad de Henry Ford, eligió los neumáticos BFGoodrich para equipar el nuevo Ford Modelo A en 1903. Ese mismo año, el Modelo A, equipado con los neumáticos, se convirtió en el primer coche en cruzar Estados Unidos de este a oeste. Este acontecimiento convirtió a BFGoodrich en un nombre muy conocido.
La Goodrich Corporation, antes llamada B.F. Goodrich Company, dejó de fabricar neumáticos en 1988 y vendió el negocio y el nombre de B.F. Goodrich a Michelin.

## Innovación
Además de ser la primera empresa de Estados Unidos en fabricar neumáticos para automóviles, a BFGoodrich también se le atribuye la introducción de la pelota de golf enrollada en caucho, el primer traje espacial presurizado y el uso del caucho sintético. Aunque significativas, estas innovaciones no son tan conocidas como las contribuciones de la empresa a la industria del neumático.
En 1947, BFGoodrich desarrolló el primer neumático sin cámara en Estados Unidos. El neumático sin cámara elimina la necesidad de una cámara de aire, lo que mejora el rendimiento y la seguridad, así como la comodidad de los ocupantes del vehículo.
BFGoodrich fabricó los primeros neumáticos radiales en Estados Unidos en 1965. Esta innovación hizo que los neumáticos fueran aún más seguros, ya que los neumáticos radiales tienen una vida útil más larga y permiten una mejor absorción de los baches de la carretera. La empresa patentó un primer tipo de neumático run-flat dos años después, en 1967. Esta tecnología permite seguir conduciendo el vehículo en caso de emergencia evitando que el neumático se desinfle instantáneamente.
BF Goodrich también desarrolló el zapato PF flyer en 1933.

## Aeronáutica
En 1909, los neumáticos BFGoodrich se montaron en un avión Curtiss, marcando así la entrada de BFGoodrich en el mercado de los neumáticos de aviación. En esta ocasión, el avión, equipado con neumáticos BFGoodrich, estableció un récord de velocidad de 75 kilómetros por hora en Reims, en la primera carrera aérea internacional. También se montaron neumáticos BFGoodrich en el avión de Charles Lindbergh, Spirit of St. Louis, cuando completó el primer vuelo transatlántico sin escalas en solitario.
En 1934, BFGoodrich fabricó un prototipo de traje presurizado para que lo llevara el piloto de avión Wiley Post a grandes altitudes. Este primer prototipo estaba hecho principalmente de goma, con la excepción del casco metálico y la correa de la cintura. El traje prototipo se presurizó en una prueba inicial, pero no mantuvo la presión como se esperaba. Tras mejorar el concepto, se fabricó un segundo prototipo con el mismo casco, que consiguió mantener la presurización. El segundo traje tuvo éxito, al menos en mantener la presión. El traje se había encogido alrededor del cuerpo de Post y fue retirado cortando el traje en pedazos. Un año más tarde, en 1935, se fabricó otro prototipo y se dice que fue el primer traje presurizado práctico de Estados Unidos. Pilotando su avión, el "Winnie Mae", Post fue capaz de volar a una altitud de aproximadamente 50.000 pies, donde descubrió la corriente en chorro, allanando el camino para los procedimientos de vuelo modernos. A partir de ese momento, el traje creado por BFGoodrich sirvió de patrón para los modernos trajes espaciales presurizados.
En 1946, B. F. Goodrich compró la división de aviones, ruedas y frenos de Hayes Industries.

## Herencia de competición
BFGoodrich también es conocida por sus logros y desarrollos en rendimiento y competición. Sus raíces en las carreras se remontan a 1914, cuando el coche ganador de las 500 Millas de Indianápolis utilizó neumáticos BFGoodrich. Este fue sólo el principio de las victorias en varias competiciones, como la Baja 1000, el Rally París-Dakar, el Campeonato del Mundo de Rally y muchas otras prestigiosas competiciones de carreras.
BFGoodrich lleva presente en el mundo de la competición off-road en EE. UU. desde 1973, pero no fue hasta dos décadas después cuando la marca americana probó por primera vez el rally campo a través más largo y duro del mundo: el Dakar. BFGoodrich, Patrocinador Oficial y socio exclusivo de neumáticos del Rallye du Dakar desde la edición de 2002, propone a todos los competidores el acceso a neumáticos premium y a su servicio de carreras presente en toda la duración del Rallye.

## Todo terreno
BFGoodrich desarrolló y comercializa sus emblemáticos neumáticos All-Terrain T/A y Mud-Terrain T/A. Debido a su exclusivo diseño de la banda de rodadura y a las conocidas letras blancas en relieve en el flanco del neumático, el neumático consolidó una base de clientes fieles, especialmente entre los entusiastas del todoterreno, su principal aplicación son las camionetas pickup y los SUV de carrocería sobre chasis.[cita requerida]